# بحر آرال
بحر آرال أو بحيرة خوارزم (بالقازاقية: Арал теңізі، بالتركمانية: Orol dengizi)‏ هو بحر داخلي يقع في آسيا الوسطى بين أوزبكستان جنوبا وكازاخستان شمالا ويحتل أخفض أجزاء حوض طوران الواسع، عرّفه جغرافيو العرب ببحر خوارزم والبحيرة الجرجانية وأطلق عليه الروس في القرن السابع عشر اسم البحر الأزرق.

## لمحة عامة
كانت مساحته تغطي 68,000 كم2. أقصى عمق فيه 68 م ويبلغ طوله من الشمال الشرقي إلى الجنوب الغربي 428 كم وعرضه الموازي لخط العرض الشمالي 45 درجة يبلغ 284 كم. ويعد رابع أكبر بحر في العالم تفصله هضبة أوست أورت وتتصل به صحاري قيزيل قوم وقره قوم الرملية. يصب فيه نهران سيردريا (سيحون) وأمودريا (جيحون) وفيه جزر كثيرة. ويسكن بجواره بعض رعاة الماشية، كما يوجد فيه مرفأ أورال يستخرج الملح منه وفيه مصائد للسمك لإنتاج الكافيار .
يحتوي بحر آرال على عدد من الجزر تقدر مساحتها الكلية 2345 كم2 من أصل مساحته الكلية ومن أهم هذه الجزر جزيرة كوكارال البالغة مساحتها 273 كم2 وجزيرة فزرغدينيا والتي كانت تعرف باسم نقولا الأول ومساحتها 216 كم2 وجزيرة بارساكلمز وغيرها.
يصب فيه نهران كبيران هما آمور داريا وسير داريا وتتفاوت ارتفاعات شطآنه من 150 م فوق سطح البحر من جهة الشمال ويصل إلى 190 من جهة الجنوب وتنخفض من جهة الشرق ويعد بحر آرال مركزا مهما لاستخراج الملح وتعيش فيه أسماك تتكيف مع نوعيه ملوحة المياه وهي 20 نوعا أهمها الحفش والشبوط وبعض السلمون والرخويات ذات الصدفتين وتوجد في الأعماق الديدان والهلاميات والحشرات ويرقان البعوض.
تعد مدينة أورال في الجهة الشمالية الشرقية من بحر آرال المركز الرئيس ومحطة على الخط الحديدي المارّ بالشاطئ ويؤلف أمودريا خط مواصلات في الجنوب وهو نهر صالح للملاحة مدة سبعة أشهر من السنة.

## المشاكل البيئية
قررت الحكومة الروسية في مطلع الخمسينات من القرن الماضي تحت قيادة نيكيتا خروتشوف تحويل اثنين من الأنهار التي تغذّي بحر آرال، في شمال شرقي البلاد، ليتم محاولة ري الصحاري، من أجل زراعة الأرز، البطيخ، والحبوب، وأيضا، القطن؛ وكان ذلك جزءا من خطة لزراعة القطن، أو «الذهب الأبيض» للتصدير. وأوزبكستان هي اليوم واحدة من أكبر الدول المصدرة للقطن. فبدأ البحر بالجفاف اعتبارا من 1970 وقد بدأت تنقص مساحته تدريجيا إلى أن أصبح عام 2008 يغطي حوالي 10% من مساحته الأصلية
يُعتبر انكماش بحر آرال «أحد أسوأ الكوارث البيئية على الكوكب»، بسببه انهارت صناعة الصيد التي كانت مزدهرة في المنطقة، مسببةً البطالة والركود الاقتصادي، كما أنَّ المنطقة أصبحت ملوثة بيئيا بشدة، مما سبّب عواقب خطيرة على الصحة العامة للسكان.
انكماش بحر آرال سبب تغيرات مناخية في المنطقة أيضًا، حيث أصبح الصيف أشد حرارةً وجفافًا، وأصبح الشتاء أطول وأكثر برودةً.

## الحلول المطروحة
قامت الحكومة الكازاخية بطرح خطة في بناء سد يخفف من صرف وهدر المياه